# Dores Armando Izidro
Dores Armando Izidro (nascida em 1984) é uma política moçambicana, deputada da Assembleia da República de Moçambique pelo círculo eleitoral de Nampula, representando a bancada da Frente de Libertação de Moçambique (FRELIMO) no período legislativo de 2020 a 2025. Formada em Contabilidade pela Universidade Rovuma, desempenhou anteriormente funções no Secretariado Provincial da Assembleia da República em Nampula e no Instituto de Comunicação Social. Durante o seu mandato, destacou-se na promoção de políticas de desenvolvimento e no fortalecimento das instituições públicas.

## Formação Acadêmica
Dores Armando Izidro é formada em Contabilidade pela Universidade Pedagógica de Moçambique, delegação de Nampula, atualmente designada como Universidade Rovuma (UniRovuma).

## Carreira Profissional
Antes de ingressar na política como deputada, Dores Armando Izidro desempenhou funções administrativas no Secretariado Provincial da Assembleia da República em Nampula, contribuindo para a gestão e organização das atividades legislativas ao nível provincial.
Adicionalmente, foi funcionária do Instituto de Comunicação Social, onde trabalhou para promover a comunicação e o acesso à informação no país.

## Atuação na Assembleia da República
Durante o seu mandato na Assembleia da República, Dores Armando Izidro participou ativamente nos debates e decisões legislativas, representando os interesses do círculo eleitoral de Nampula. O seu trabalho esteve alinhado com os objetivos da FRELIMO, promovendo políticas de desenvolvimento socioeconómico e fortalecimento das instituições públicas.